# Französisch-schweizerische Beziehungen
Die französisch-schweizerischen Beziehungen gehen auf das Mittelalter zurück, als das Königreich Frankreich und die Alte Eidgenossenschaft enge Kontakte etablierten. Die guten nachbarschaftlichen Beziehungen endeten, als das revolutionäre Frankreich in der Schweiz einfiel und 1798 die Helvetische Republik etablierte. Bis 1813 blieb die Schweiz ein französischer Vasallenstaat. Durch den Wiener Kongress wurden der Schweiz kleine Gebiete des französischen Staatsgebiets als Entschädigung zugesprochen und die Schweizer Unabhängigkeit wiederhergestellt. Danach respektierte Frankreich die Schweizer Neutralität und die Beziehungen blieben friedfertig. Die beiden Länder unterhalten freundschaftliche Beziehungen, mit engem Austausch auf der wirtschaftlichen, politischen und kulturellen Ebene.
Die beiden Staaten sind Nachbarn; die Grenze zwischen Frankreich und der Schweiz ist knapp 600 Kilometer lang. Die Schweizer Region Romandie, in der knapp ein Viertel der Bevölkerung lebt, ist französischsprachig. Die meisten französischsprachigen Gebiete schlossen sich im 15. und 16. Jahrhundert der Eidgenossenschaft an, darunter die Stadt Genf. Durch den Wiener Kongress wurde die Zugehörigkeit der Kantone Wallis, Genf und Neuchâtel zur Schweiz anerkannt.

## Geschichte

### Frühe Beziehungen

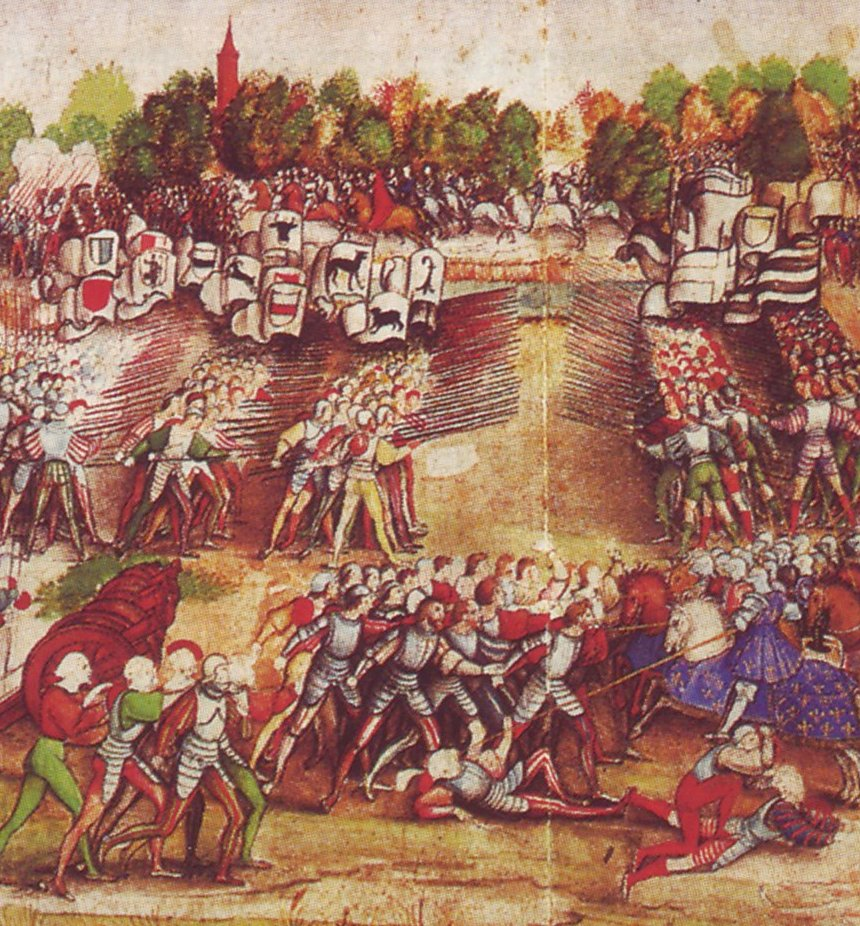
Schlacht von Marignano (1515)

Zu Konflikten zwischen dem Königreich Frankreich und der Alten Eidgenossenschaft kam es erstmals im 13. Jahrhundert während des Hundertjährigen Krieges, als während Kampfpausen arbeitslos gewordene französische Söldnerscharen in der Nordwestschweiz einfielen. 1444 fielen Armagnaken zur Unterstützung der Habsburger in der Schweiz ein. Nach der Schlacht bei St. Jakob an der Birs zeigte sich der Dauphin von Frankreich von der Kampfkraft der Eidgenossen beeindruckt und schloss einen Friedensvertrag mit den Schweizern. Durch bilaterale Abkommen versuchten die Franzosen die Eidgenossen an sich zu binden, und 1474–1475 wurde eine militärische Allianz gegen die Burgunder geschlossen. Zahlreiche Söldner aus der Schweiz kämpften für die französischen Könige. Während der Mailänderkriege kam es jedoch zum Konflikt zwischen Frankreich, den Eidgenossen und weiteren Mächten über die Kontrolle von Oberitalien. In der Schlacht von Marignano (1515) wurden die Eidgenossen schliesslich von den Truppen von Franz I. besiegt und aus Mailand vertrieben. Daraufhin unterschrieben die Eidgenossen am 29. November 1516 einen ewigen Friedensvertrag mit Frankreich, der auch ein Freundschafts- und Nichtangriffspakt war. Dadurch wurde ein jahrhundertelanges Bündnis zwischen beiden Seiten begründet.
1521 wurde Frankreich mit dem Abschluss eines Verteidigungspakts auch zur Schutzmacht der Eidgenossen gegenüber den Habsburgern, welche mit Frankreich rivalisierten. Mit der Besetzung von Savoyen durch Frankreich konnten die Schweizer die Region Waadt und Chablais erobern und Genf so besser schützen. Durch den Vertrag von Lyon (1601) zwischen Frankreich und Savoyen wurden Frankreich und die Schweiz Nachbarländer. Die französischen Könige liehen sich hohe Geldsummen bei den Schweizern, was das Aufkommen der Schweiz als Finanzplatz ab dem 16. Jahrhundert begünstigte. Die Zahlungsmoral der Franzosen liess allerdings häufig zu wünschen übrig. 1601 lagen die Schulden der französischen Krone bei den Schweizern bei 11,6 Millionen Goldkronen. Auch Pensionen für Solddienste wurden häufig verspätet bezahlt. Während des Kriegs gegen die Augsburger Allianz kämpften 37'220 Schweizer in der französischen Infanterie, und während des Österreichischen Erbfolgekriegs waren es 22'620. Die meisten Söldner in französischem Dienst kamen aus den ländlichen und katholischen Gebieten der Schweiz, und einige liessen sich später auch in Frankreich nieder.

### Französische Revolution

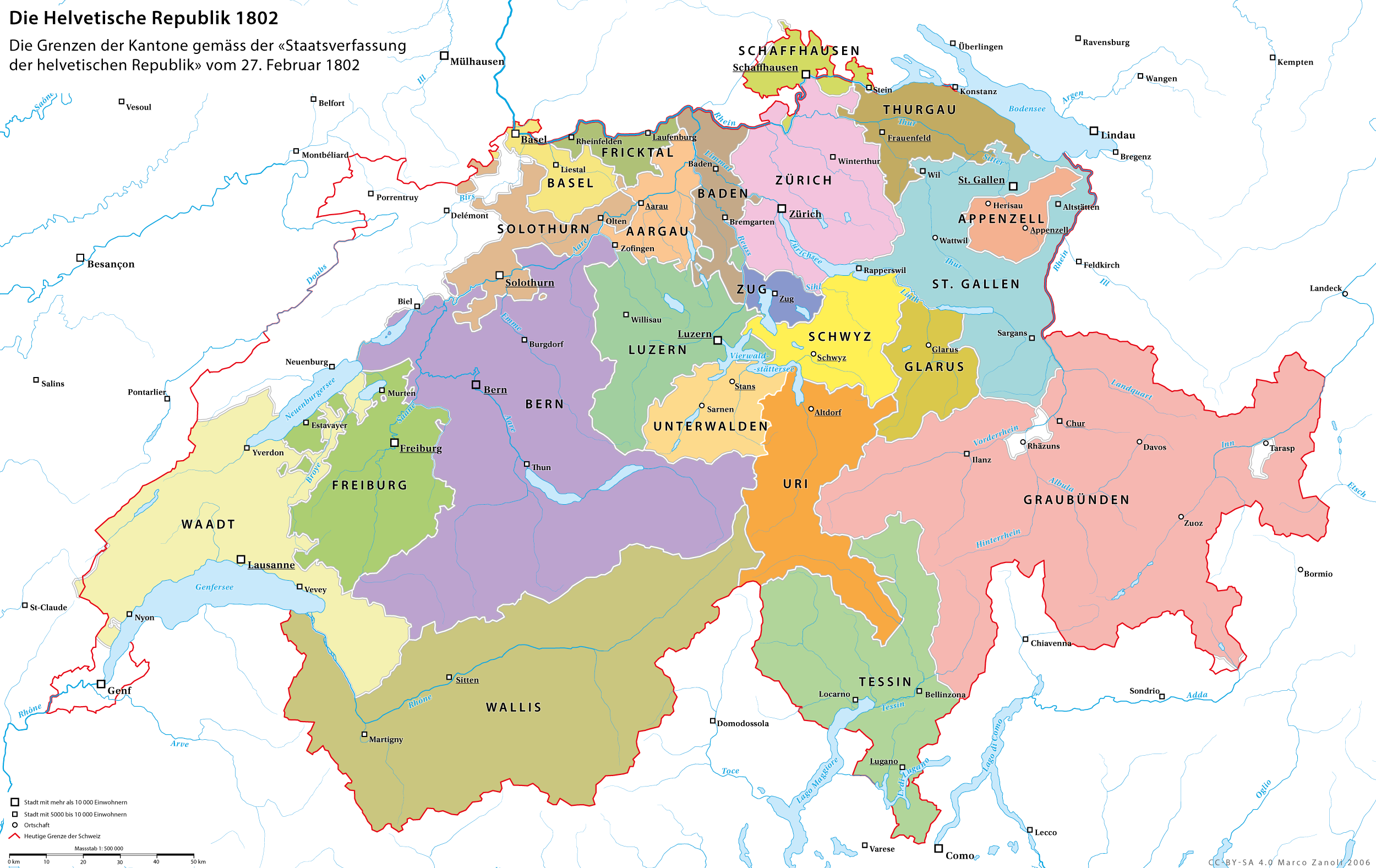
Helvetische Republik (1802)

Der Schweizer Adel richtete sich an Frankreich aus, und auch französischsprachige Schweizer Denker wie Jean-Jacques Rousseau erregten grosse Aufmerksamkeit in Frankreich und beeinflussten die französische Aufklärung, was die engen Kontakte belegt. Erst die Französische Revolution (1789) beendete das politische und militärische Bündnis zwischen beiden Ländern. Die Revolution hatte anfangs noch Sympathien in der Schweiz erregt, der revolutionäre Terror sorgte jedoch bald darauf für Entsetzen. Dass zahlreiche antirevolutionäre Adelige aus Frankreich in der Schweiz Zuflucht fanden, während der Helvetische Klub in Paris die Ausweitung der Revolution auf die Schweiz forderte, sorgte für zusätzliches Misstrauen auf beiden Seiten. Die Franzosen kündigten das Soldbündnis mit den Schweizern auf, und 1792 wurden die diplomatischen Beziehungen ausgesetzt. Die Aussetzung des gegenseitigen Handels und die Unterbrechungen der Soldzahlungen trafen die Schweiz wirtschaftlich schwer.
Mit dem Beginn der Koalitionskriege erklärte sich die Schweiz für neutral. 1797 beschloss Napoleon Bonaparte dennoch, die Schweiz zu überfallen, da diese eine wichtige Position nördlich von Italien einnahm und wohlhabend war. Nach dem Einfall der Franzosen wurde die Helvetische Republik als napoleonische Tochterrepublik unter französischem Einfluss errichtet. Unter Napoleon wurden zahlreiche modernisierende Reformen eingeführt, darunter die Abschaffung der Feudalordnung, die Einführung einer modernen Verwaltung und die Schaffung einer nationalen Armee. Auch die stärkere politische Zentralisierung der Schweiz wurde damit eingeleitet. Napoleon zwang den Schweizern nach internen Streitigkeiten die Mediationsakte auf, und die Franzosen annektierten oder besetzten zahlreiche Schweizer Gebiete wie Genf, Mülhausen oder Neuenburg und machten das Wallis 1802 zu einer unabhängigen Republik, welche sie 1810 ebenfalls an Frankreich anschlossen. Die Schweiz wurde ausserdem wirtschaftlich ausgeplündert und musste hohe Kriegsabgaben entrichten, was für Unzufriedenheit in der Bevölkerung sorgte.

### Nach dem Wiener Kongress

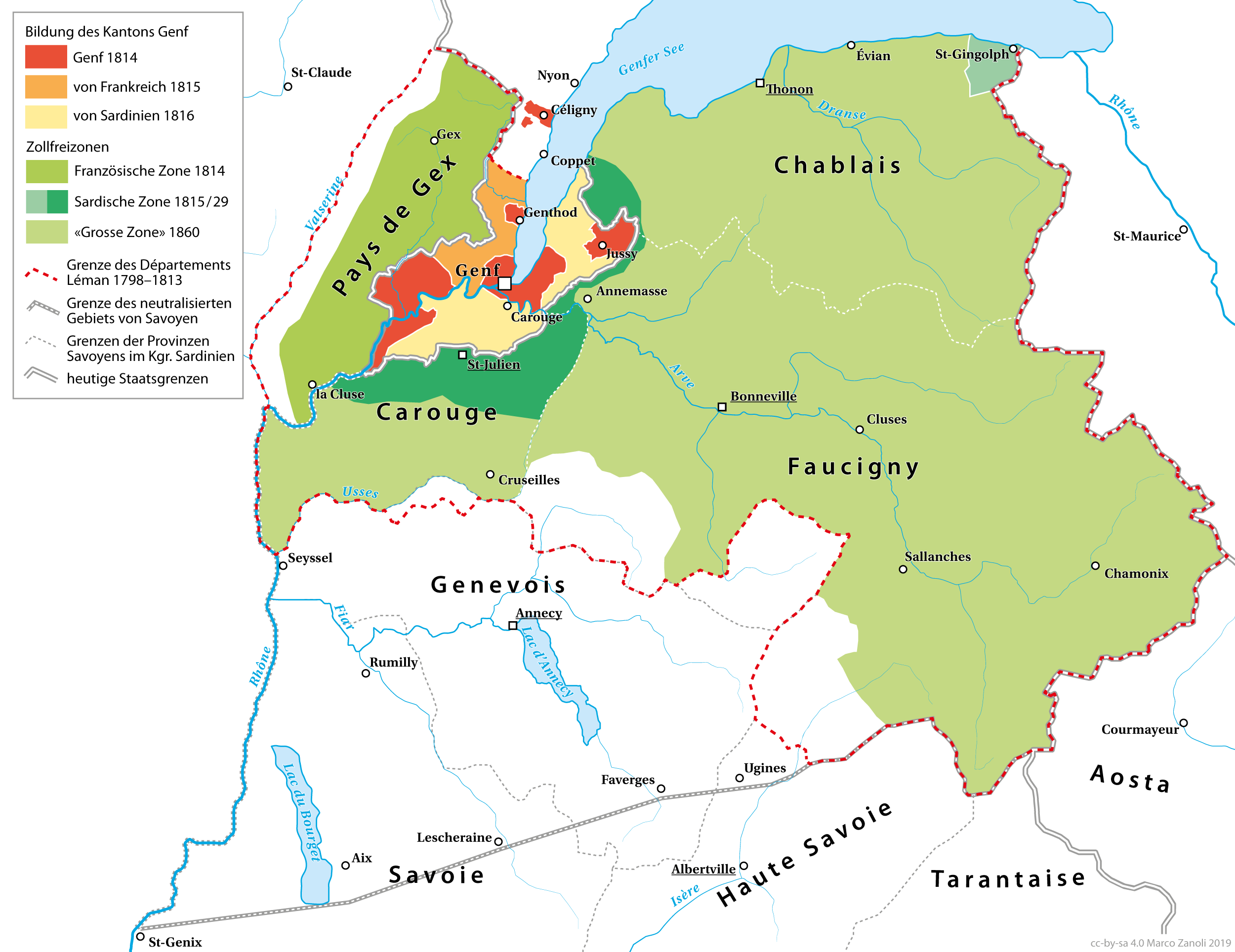
Gebietsentwicklung im Raum Genf (1814–1860)

Mit der Niederlage der Franzosen in den Koalitionskriegen musste Frankreich alle annektierten Gebiete zurückgeben. Mit dem Zweiten Pariser Frieden gab Frankreich auch einige Gemeinden an die Schweiz ab, wodurch Genf eine Landverbindung mit der restlichen Schweiz erhielt, und das Pays de Gex wurde eine Freizone. Das postrevolutionäre Soldwesen und die alten eidgenössischen Handelsprivilegien wurden allerdings nicht wiederhergestellt. Nach 1815 belasteten Handelsstreitigkeiten, das Schweizer Asylrecht für politische Flüchtlinge, die Einmischung Frankreichs in die inneren Angelegenheiten der Schweiz während der Conseil-Affäre und die ungeklärte Dappentalfrage die Beziehungen. 1857 vermittelte Napoleon III. mit dem Vertrag von Paris (1857) im Neuenburgerstreit zwischen Preussen und der Schweiz. 1860 führte die Annexion von Savoyen durch Frankreich zu einer politischen Krise mit der Schweiz, die durch den Savoyerhandel beigelegt wurde, welcher eine neutrale Zone südlich des Genfersees schuf, auf die die Schweiz Anspruch erhoben hatte. Vier Jahre später schlossen beide Länder einen Handelsvertrag ab. Die Beziehungen entspannten sich in der Folgezeit.
Ein gewisser Wettbewerb um Einfluss in der Schweiz entwickelte sich im späten 19. Jahrhundert zwischen dem Deutschen Kaiserreich und Frankreich, so beim Bau von Eisenbahnlinien. Während des Ersten Weltkriegs blieb die Schweiz neutral, wobei Frankreich eine Besetzung der Schweiz erwog (Plan H). Der Krieg spaltete die Schweiz trotz der Neutralität allerdings innenpolitisch, da die Deutschschweiz mit dem Kaiserreich sympathisierte, während die französische Schweiz Frankreich nahestand. Diese Spaltung wurde durch die Propaganda der Kriegsparteien verstärkt, die in den jeweiligen Sprachräumen verbreitet wurde. Die Schweizer Regierung versuchte zwischen den Kriegsparteien zu vermitteln. Auch in der Zwischenkriegszeit spielte die Schweiz als Vermittler, z. B. als Standort der Verträge von Locarno (1925), eine wichtige Rolle. Während der Deutschen Besetzung Frankreichs im Zweiten Weltkrieg erkannte die Schweiz die Vichy-Regierung bis 1944 an und behielt die neutrale Position während des Kriegs bei. Eine Massenflucht von Verfolgten des NS-Regimes aus Frankreich in die Schweiz versuchten die Schweizer durch eine restriktive Asylpolitik zu verhindern. Über 300 Schweizer kämpften trotz Verbots in der Résistance. Gefängnisstrafen zwischen zwei Wochen und vier Jahren wurden gesprochen. Noch im Oktober 2000 lehnte der Nationalrat ihre (postume) Rehabilitierung mehrheitlich ab.
In der Nachkriegszeit normalisierten sich die französisch-schweizerischen Beziehungen, nachdem Streitigkeiten wie die anhaltende Präsenz französischer Vichy-Kollaborateure in der Schweiz beigelegt werden konnten. Einige Belastungen im gemeinsamen Verhältnis wurden durch die Schweizer Furcht vor einer französischen Unterstützung des Mouvement autonomiste jurassien, die Mirage-Affäre und anhaltende Streitigkeiten über Steuerflucht in die Schweiz verursacht. 1981 führten die Sozialisten in Frankreich eine Steuer auf Vermögenstransfers in die Schweiz ein, und 1998 wurde ein Kooperationsvertrag zwischen beiden Ländern in polizeilichen, juristischen und zollrechtlichen Belangen unterzeichnet. Im Rahmen der europäischen Einigung wurde der wirtschaftliche Austausch deutlich intensiviert. Ein Schweizer EU-Beitrittsantrag wurde 1992 und 2001 in Volksabstimmungen vom Schweizer Wahlvolk allerdings abgelehnt.

## Wirtschaftsbeziehungen
Die Schweiz und Frankreich sind Teil des Schengen-Raums und des Europäischen Wirtschaftsraums, weshalb freier Waren- und Personenverkehr zwischen beiden Ländern besteht. Frankreich war 2022 mit einem Handelsvolumen von 36 Milliarden Schweizer Franken der fünftgrösste Handelspartner der Schweiz. Zahlreiche Schweizer Unternehmen haben in Frankreich investiert, wo sie über 300'000 Menschen beschäftigen. Im Gegenzug sind knapp 1500 französische Unternehmen in der Schweiz aktiv, wo sie knapp 70'000 Arbeitnehmer beschäftigen. Besonders eng ist die wirtschaftliche Zusammenarbeit in der Metropolregion Genf-Lausanne. Aufgrund der gemeinsamen Sprache und der höheren Löhne in der Schweiz arbeiten knapp 200'000 Franzosen in der Schweiz.

## Kulturelle Beziehungen
Die Stadttheater Scène nationale du Jura von Dole und Lons-le-Saunier, das Stadttheater Scène Nationale de Bourg-en-Bresse in Bourg-en-Bresse (Ain) und die Scène conventionnée Château Rouge in Annemasse (Haute-Savoie) beteiligen sich mit der finanziellen Förderung der Europäischen Union am Projekt ACT Art en Coopérative Transfrontalière mit Theatern in der französischsprachigen Schweiz. In der Saison 2024/2025 sind auf der Schweizer Seite der Grenze das Théâtre Am Stram Gram in Genf und die Usine à Gaz in Nyon an der binationalen Theaterkooperation beteiligt.

## Migration
Die knapp 200'000 Schweizer in Frankreich bilden die grösste Gruppe der Auslandschweizer, während knapp 185'000 Franzosen ihren ständigen Wohnsitz in der Schweiz haben.

## Diplomatische Standorte
- Frankreich hat eine Botschaft in Bern und Generalkonsulate in Genf und Zürich.
- Die Schweiz hat eine Botschaft in Paris (sie befindet sich im Hôtel de Besenval) und Generalkonsulate in Lyon, Marseille und Strassburg.

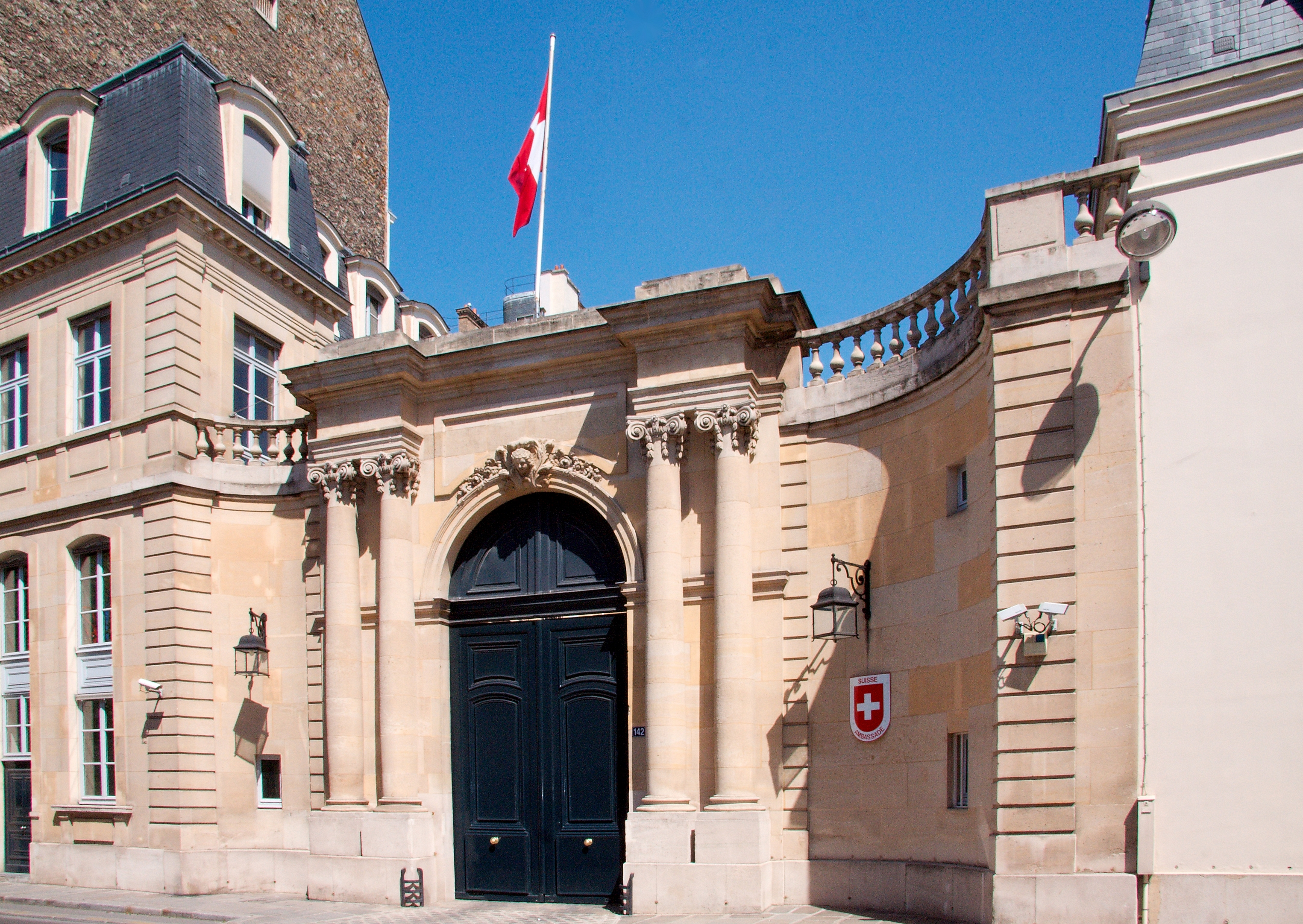
Schweizer Botschaft in Paris
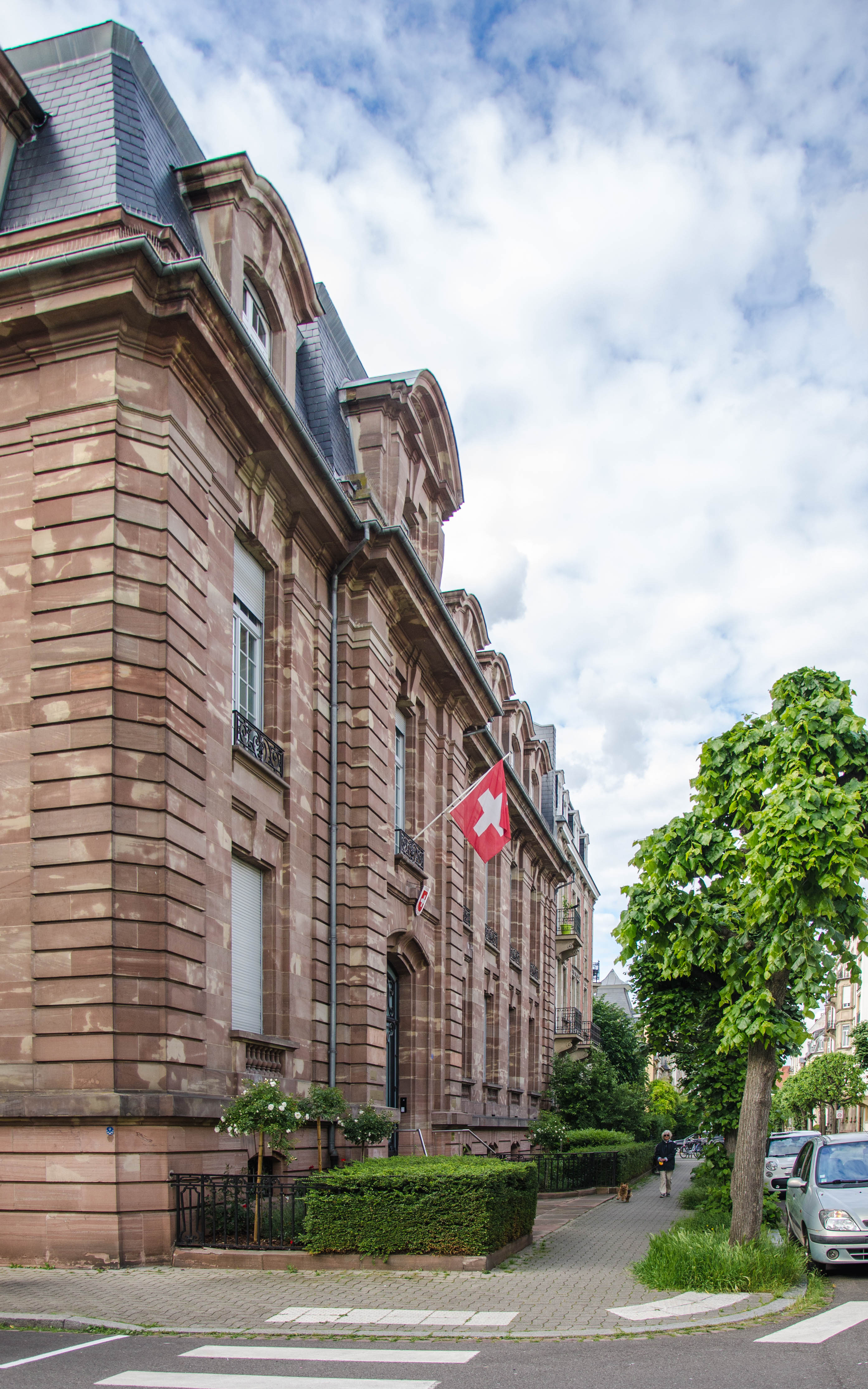
Schweizer Generalkonsulat in Strassburg
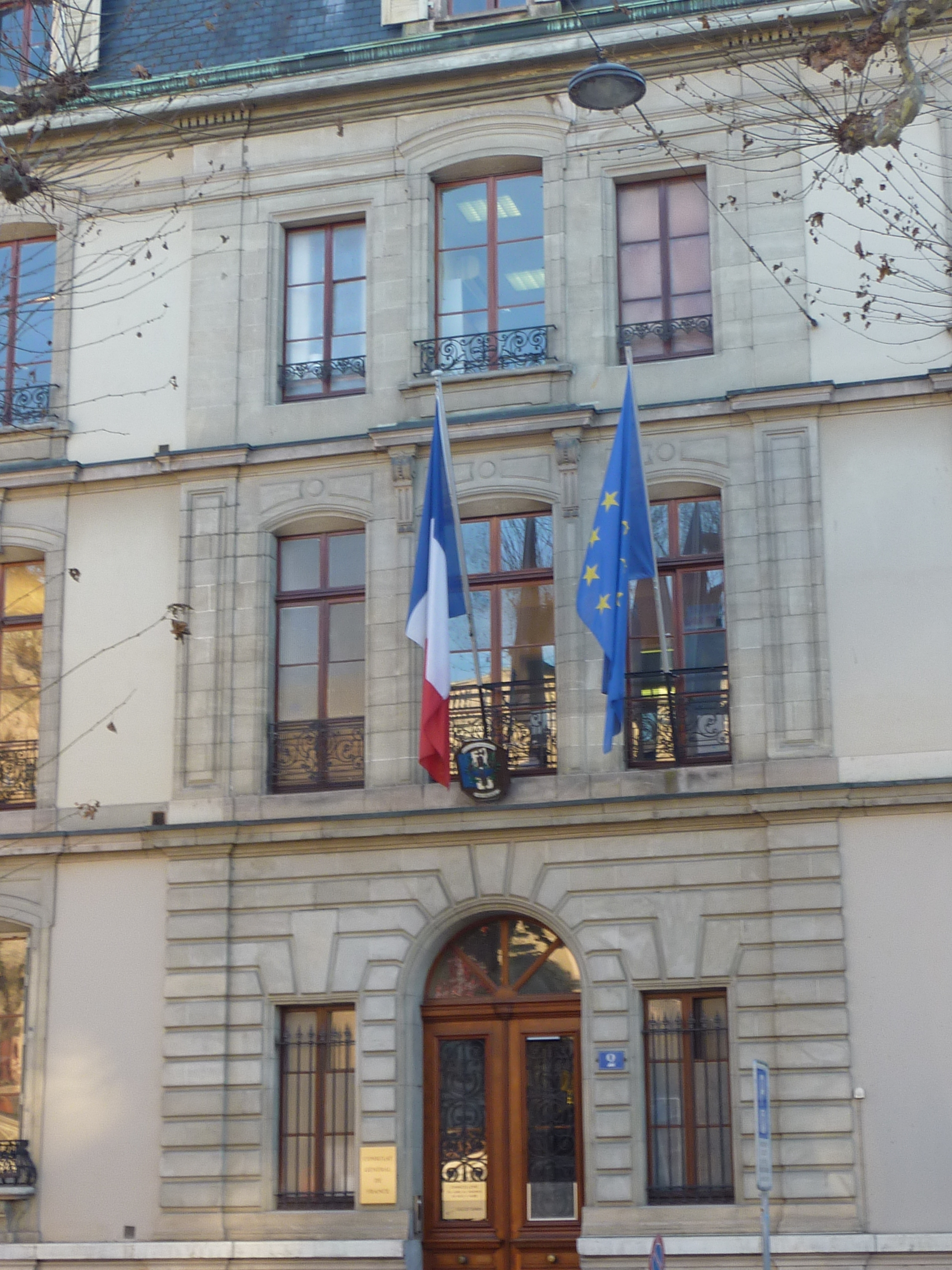
Französisches Generalkonsulat in Genf